# 下川正晴
下川 正晴（しもかわ まさはる、1949年7月28日 - ）は、日本のジャーナリスト。元大分県立芸術文化短期大学教授。

## 来歴
鹿児島県霧島市出身。1968年、鹿児島県立国分高等学校卒業。大阪大学法学部卒業後、毎日新聞社へ入社。山口支局、佐世保支局、西部本社報道部を経て、ソウル支局長、バンコク支局長、論説委員を歴任。
2004年に毎日新聞社を退社。2005年に韓国外国語大学校客員教授。2007年4月から大分県立芸術文化短期大学教授。マスメディア論・現代韓国論を担当。研究テーマは、「日韓の相互認識とメディア」「慰安婦報道検証」。2015年3月定年退職し、東京でフリージャーナリスト。主に近現代日本史、韓国、台湾、映画をルポルタージュ取材し、執筆する。

## 著作

### 単著
- 『私のコリア報道』（晩聲社、2016）
- 『忘却の引揚史ー泉靖一と二日市保養所[6]』（弦書房、2017）
- 『日本統治下の朝鮮シネマ群像～戦争と近代の同時代史[7]』（弦書房、2019）
  - 韓国語訳版『植民地朝鮮のシネマ群像』（プリワイパリ出版社、2019）
- 『占領と引揚げの肖像BEPPU[8]1945-1956』（弦書房、2020）
- 『ポン・ジュノ 韓国映画の怪物[9]』（毎日新聞出版、2020）

### 共著
- 『金正日のすべて』（毎日新聞社）
- 『韓国映画で学ぶ韓国の社会と歴史[10]』（キネマ旬報ムック、2016）

### 寄稿
- 「体験的に見た慰安婦報道論[11]」（毎日新聞社「アジア時報」）
- 「隻脚の外交官・重光葵が韓国を撃つ[12]」「終戦時の陸軍大臣・阿南惟幾、遺族が語る自決70年目の真実」「朝日新聞は慰安婦誤報を反省したか」「封印された引揚げ女性の慟哭、二日市保養所70年目の記録」「対韓贖罪史観に侵された『京城』問題と新聞社内規」「幻の朝鮮映画『授業料』と小学生作文に見る日本統治下のリアル」（産経新聞社「正論」）
- 「体験的報告ー日韓マスメディアの翻訳をめぐる諸問題[13]」「植民地時代の朝鮮映画をどう見ればよいのか」（大分県立芸術文化短期大学「研究紀要」）
- 「日韓特派員報道、すれ違いの歴史[14]」「ジャーナリストが見た日韓関係50年」（拓殖大学海外事情研究所「海外事情」）
- 「北朝鮮報道を考える[15]」「激動の半島からアジアを見る」（日本新聞協会）
- 「日韓マスメディア検証」（韓国外国語大学言論情報研究所）